# أرلينغتون ويست: الفلم
أرلينغتون ويست: الفيلم (بالإنجليزية: Arlington West: The Film) هو فيلم وثائقي عن حرب العراق صدر عام 2006، من إخراج بيتر دودار وسالي مار. يشير عنوان الفيلم إلى "أرلينغتون ويست"، وهي "مقابر مؤقتة" في سانتا باربارا وسانتا مونيكا، في ولاية كاليفورنيا، والتي تمثل نصب تذكارية للجنود الأمريكيين الذين قُتلوا في العراق.

## ملخص
يتضمن الفيلم 105 مقابلة، معظمها مع جنود شباب خدموا في العراق، يتحدثون عن تجاربهم هناك. كما يعرض الفيلم أعضاء من منظمة عائلات النجمة الذهبية من أجل السلام، وهم آباء وأمهات فقدوا أبناءهم في العراق. من بين هؤلاء الآباء والأمهات: سيندي شيهان، فيرناندو سواريز، جين برايت، بيل ميتشل، فيكي كاسترو، ناديا مكافري، وكارين ميريديث.

## إشادة
نال الفيلم إشادة كبيرة من المؤرخ هوارد زين، وعضو الكونغرس الأمريكي جون مورثا، والمؤلف شالمرز جونسون، والمخرج السينمائي هاسكل ويكسلر، وكذلك من النشطاء المناهضين للحرب ميدي بنجامين وفرانك دوريل.

## وصلات خارجية
- الموقع الرسمي لقدامى المحاربين من أجل السلام
- الموقع الرسمي لمدينة أرلينغتون ويست سانتا مونيكا